# Bergbahnen Engelberg-Trübsee-Titlis

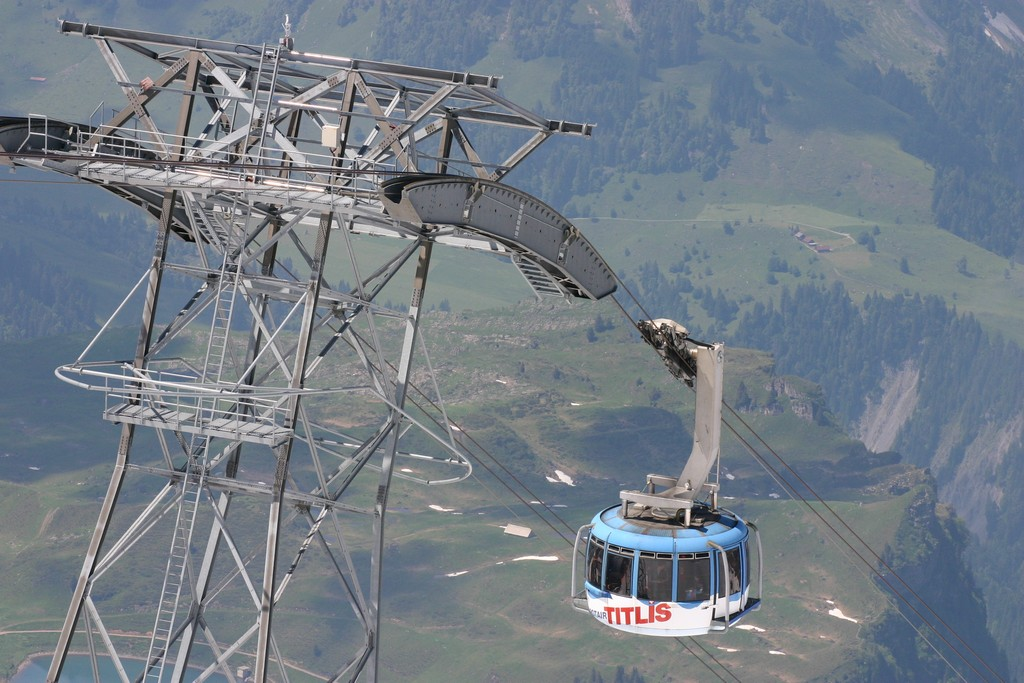
Gondel der Seilbahn TITLIS Rotair (bis 2014)

Die Bergbahnen Engelberg-Trübsee-Titlis AG, BET (Marktauftritt auch als Titlis Bergbahnen) ist ein Schweizer Verkehrsdienstleistungs- und Tourismusunternehmen. Ihre Aktivitäten konzentrieren sich auf das Gebiet Engelberg, Trüebsee und Titlis und umfassen die drei Bereiche Bergbahnbetrieb, Gastronomie sowie Hotellerie. Das Unternehmen mit rechtlichem Sitz in Wolfenschiessen und Hauptsitz in Engelberg beschäftigt im Sommer rund 170 und im Winter rund 270 Mitarbeiter und erwirtschaftete im Geschäftsjahr 2018/2019 einen Umsatz von 77,6 Millionen Schweizer Franken. Die Bergbahnen Engelberg-Trübsee-Titlis AG ist an der Schweizer Börse SIX Swiss Exchange kotiert.

## Tätigkeitsgebiet
Das angestammte Hauptgeschäft bildet der Bergbahnbetrieb. Dieser umfasst die Standseilbahn Engelberg-Gerschnialp, die Gondelbahnen Engelberg-Gerschnialp und Gerschnialp-Trübsee, die Luftseilbahnen Gerschnialp-Trübsee und Trübsee-Stand, die Pendelbahn Titlis Rotair Stand–Titlis. Die beiden letzten werden zusammen auch als Titlis-Seilbahn bezeichnet. Daneben gibt es weitere sieben Sesselbahnanlagen und den Gletscherskilift Ice Flyer. Der Bergbahnbetrieb trägt zwei Drittel am Gesamtumsatz der Bergbahnen Engelberg-Trübsee-Titlis bei, davon entfallen rund 60 Prozent auf den Winterbetrieb und knapp 40 Prozent auf den Sommerbetrieb.
Der Gastronomiebereich, der unter der Marke Titlis Gastroland geführt wird, umfasst mehrere Restaurants und Kioskbetriebe an der Titlis-Gipfelstation sowie an den Stationen Stand, Trübsee und der Talstation in Engelberg. Ferner verfügt das Unternehmen über das Hotel Terrace in Engelberg sowie über das Berghotel Trübseehof oberhalb von Engelberg bei der Station Trübsee. Die Bereiche Gastronomie und Hotellerie tragen 20 bzw. 14 Prozent am Gesamtumsatz der Bergbahnen Engelberg-Trübsee-Titlis bei.

## Geschichte
Das Unternehmen ging 1982 aus dem Zusammenschluss der 1911 gegründeten Drahtseilbahn Engelberg-Gerschnialp AG (DEG) und der 1926 gegründeten Luftseilbahn Gerschnialp-Trübsee AG (LGT) hervor. Diesen schlossen sich 1992 die Luftseilbahnen Trübsee-Kleintitlis AG (LTKT) und 1998 die Bergbahnen Trübsee-Jochpass-Engstlensee AG (BTJE) zusammen mit der Skilift- und Sesselbahn Jochpass-Jochstock AG an.
Die ursprünglich voneinander unabhängigen Bergbahngesellschaften wurden zunächst für den Bau bestimmter Bahnbetriebe gegründet. Die erste davon war die im Januar 1913 von der DEG in Betrieb genommene Standseilbahn Engelberg-Gerschnialp. Im Dezember 1927 folgte die Inbetriebnahme der Luftseilbahn Gerschnialp-Trübsee, gebaut von der Leipziger Firma Bleichert Transportanlagen GmbH, durch die LGT. Im Dezember 1943 wurde der Skilift Trübsee-Jochpass eröffnet, während die Luftseilbahn Trübsee-Kleintitlis von der LTKT in zwei Schritten im Sommer 1965 und im Frühjahr 1967 in Betrieb genommen wurde. Im Verlaufe der Jahre wurden die Anlagen laufend modernisiert und ausgebaut. Zu den Höhepunkten zählte etwa die Eröffnung im Dezember 1992 der weltweit ersten Pendelbahn-Gondeln Titlis Rotair, bei denen sich während der Fahrt der Kabinenboden um die eigene Achse dreht. Diese Bahn fährt zwischen der Bergstation Stand und der Gipfelstation Titlis. Im November 2014 wurden die Gondeln erneuert, seitdem dreht sich als erneute Weltneuheit die gesamte Gondel um die eigene Achse.
Neben dem Bergbahngeschäft wurden über die Zeit weitere Tourismus-Dienstleistungen ergänzt, zunächst in der Gastronomie mit der Eröffnung eines ersten Selbstbedienungsrestaurants an der Station Stand im Winter 1966/1967 sowie des Panorama-Restaurants auf dem Titlis im Jahr 1972. Diesen beiden folgten weitere. Später stieg das Unternehmen auch in die Hotellerie ein und begann weitere Tourismus-Dienstleistungen im Bereich der Freizeitaktivitäten anzubieten.